# 淡黄香青
淡黄香青（学名：Anaphalis flavescens）是菊科香青属的植物，是中国的特有植物。分布于中国大陆的青海、西藏、甘肃、四川、陕西等地，生长于海拔2,800米至4,700米的地区，多生于草地、坪地、高山、亚高山山坡地和林下，目前尚未由人工引种栽培。

## 别名
铜钱花（四川西部）、清明菜（四川康定）

## 异名
- Anaphalis flavescens Hand.-Mazz. f. rosea Ling
- Anaphalis flavescens Hand.-Mazz. f. sulphurea Ling
- Anaphalis flavescens Hand.-Mazz. var. lanata Ling
- Anaphalis flavescens Hand.-Mazz. var. taipeiensis J. Q. Fu